# Kinh giới lá rách
Kinh giới lá rách (danh pháp hai phần: Schizonepeta tenuifolia Briq, chữ Hán: 裂叶荆芥) là một loài cây thuộc chi Schizonepeta, họ Hoa môi (Lamiaceae), hay được dùng làm gia vị, thuốc.
Kinh giới làm thuốc có thể khai thác cả phần lá và phần hoa (kinh giới tuệ). Kinh giới có vị cay, tính mát, quy vào các kinh can (gan), đởm (mật) và vị (dạ dày), có tác dụng phát biểu, trừ phong, thanh nhiệt, thông huyết mạch. Y học cổ truyền Trung Quốc dùng kinh giới để trị cảm sốt, cảm cúm, trị bệnh sởi, hạ ứ huyết, cầm máu.

## Hình ảnh

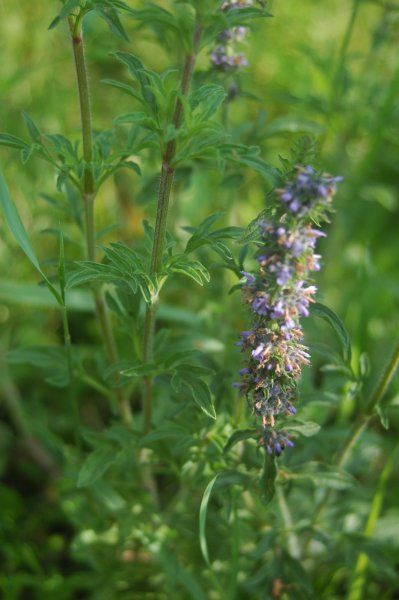
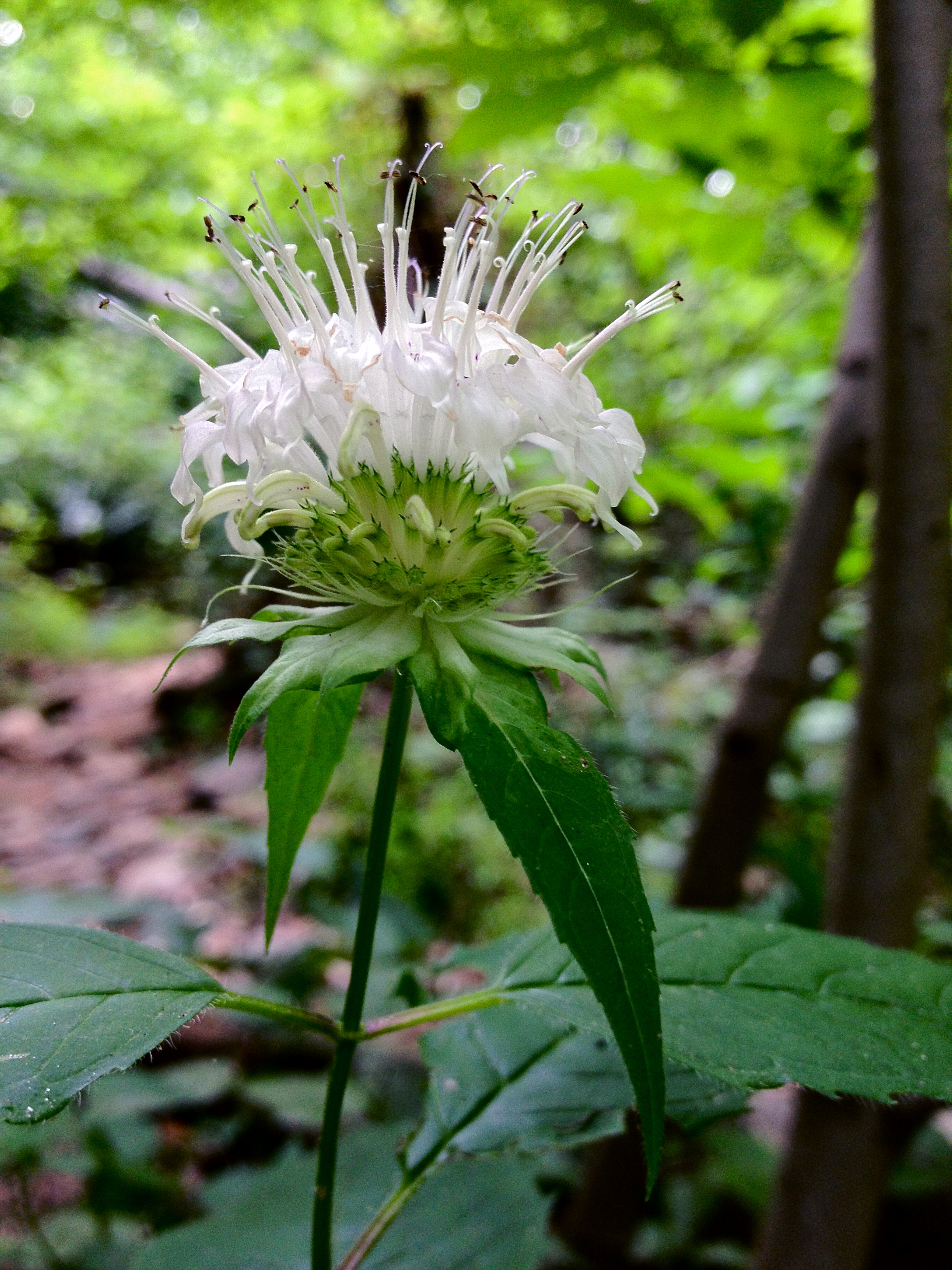
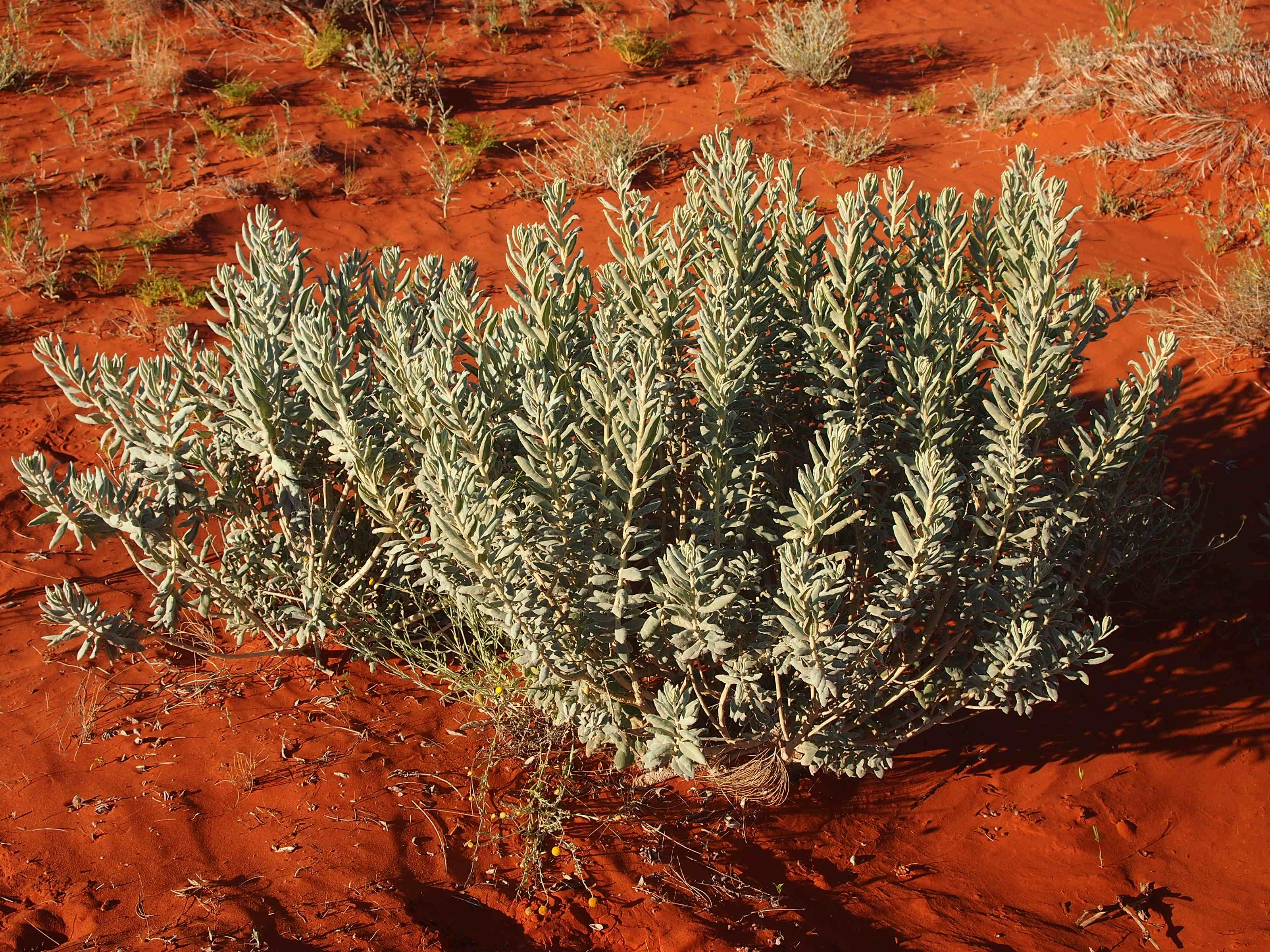
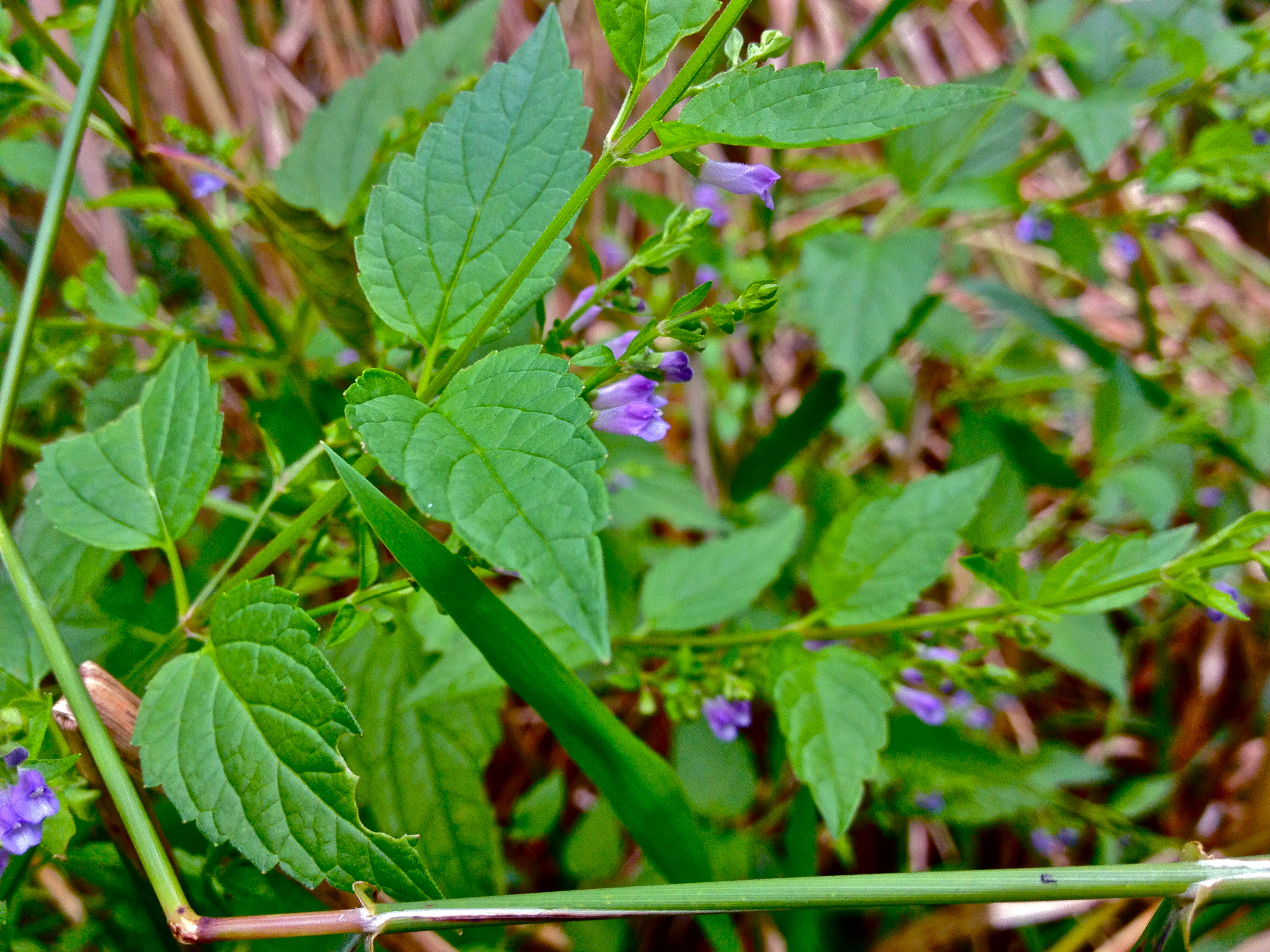